# Вундерваффе
Вундерваффе (нім. Wunderwaffe, досл. «дивовижна зброя») — німецьке слово на позначення зброї, що нібито мала надзвичайно велику силу. Цей термін здобув особливого поширення у нацистській пропаганді під час Другої світової війни. Ним позначали низку новітніх зразків озброєнь, багато з яких так і лишились на рівні прототипів.
Серед нацистської «дивозброї» була і так звана зброя відплати.
Зазвичай цей термін був поширений у загальному вжитку як аналог «панацеї» — незвичної зброї, якою можна легко розв'язати надзвичайно складні проблеми. Наприклад, у фольклорі це міг бути Дюрандаль, Екскалібур, Ґрам тощо.
Уже під час Першої світової війни німецька преса використовувала цей термін для позначення Великої Берти. Цей титул отримала і «Паризька гармата».